# 셀마 알리스파히치
셀마 알리스파히치(Selma Alispahić, 1970년 3월 10일 ~ )는 보스니아 헤르체고비나의 배우이다.